# Menneskesyn
Et menneskesyn kan betragtes som en livsanskuelse.

## Filosofiske menneskesyn

### Dualistisk menneskesyn
Mennesket er en borger to adskilte verdener – Det materialistiske legeme og sjælen. Sjælen er idealverdenen, som kun kan nås ad tankens vej, og legemet repræsenterer en konkret fysisk verden.
Vigtige personer:
- Platon, René Descartes og Immanuel Kant

### Naturalistisk menneskesyn
Mennesket er et stykke natur som kan forklares ved hjælp af naturens lovmæssigheder.
Vigtige personer:
- Demokrit, Émile Zola, Thomas Hobbes, Charles Darwin, Friedrich Nietzsche, Sigmund Freud og Burrhus Frederic Skinner

### Eksistentielt menneskesyn
Individet er i centrum. Det enkelte menneske handler og vælger frit og er derfor alene ansvarlig for udformningen af sin eksistens.
Vigtige personer:
- Søren Kierkegaard, Jean-Paul Sartre og Albert Camus

## Pædagogiske menneskesyn
Indenfor pædagogisk teori har Steen Achton og Jesper Jensen (1977) defineret de fire menneskesyn. Fire menneskeopfattelser, som gør sig gældende i vor tids pædagogiske praksis.
Disse er: mekanisk-idealistiske menneskesyn, mekanisk-materialistiske menneskesyn, dialektisk-idealistiske menneskesyn og dialektisk-materialistiske menneskesyn